# Claymont
Claymont es un lugar designado por el censo ubicado en el condado de New Castle en el estado estadounidense de Delaware. En el año 2000 tenía una población de 9.220 habitantes y una densidad poblacional de 1,687.8 personas por km².

## Geografía
Claymont se encuentra ubicado en las coordenadas 39°47′58″N 75°27′53″O / 39.79944, -75.46472.

## Demografía
Según la Oficina del Censo en 2000 los ingresos medios por hogar en la localidad eran de $40,813, y los ingresos medios por familia eran $46,780. Los hombres tenían unos ingresos medios de $36,493 frente a los $28,399 para las mujeres. La renta per cápita para la localidad era de $20,211. Alrededor del 7.2% de la población estaban por debajo del umbral de pobreza.